# 川島睦保
川島 睦保（かわしま むつほ、1955年 - ）は、日本のジャーナリスト、編集者、翻訳家。週刊東洋経済編集長や、東洋経済新報社取締役出版局長を経て、フリージャーナリスト。

## 人物・経歴
福岡県生まれ。1979年横浜国立大学経済学部卒業、東洋経済新報社入社。1991年から92年までフルブライト・プログラムでハーバード大学経済学部客員研究員。会社四季報記者、月刊金融ビジネス副編集長等を経て、1997年週刊東洋経済副編集長。2000年オール投資編集長。2002年東洋経済新報社第一編集局週刊東洋経済編集部長兼週刊東洋経済編集長。2005年東洋経済新報社出版局編集第一部長。2009年東洋経済新報社取締役出版局長。2017年に退社し、フリージャーナリスト、翻訳家となった。

## 著書
- 『図解円高・円安で経済・産業はどう変わる』（東洋経済新報社） 1996年

## 翻訳
- 『「閉鎖大国」ニッポンの構造 : 変革求められる日本経済』（ローラ・タイソン、日刊工業新聞社） 1994年
- 『シャルマの未来予測 : これから成長する国沈む国』（ルチル・シャルマ（英語版）、東洋経済新報社） 2018年
- 『「追われる国」の経済学 : ポスト・グローバリズムの処方箋』（リチャード・クー著、東洋経済新報社） 2019年
- 『格差は心を壊す : 比較という呪縛』（リチャード・ウィルキンソン, ケイト・ピケット（英語版）、、東洋経済新報社） 2020年
- 『マイケル・ジェンセンとアメリカ中産階級の解体 : エージェンシー理論の光と影』（ニコラス・レマン（英語版）、日経BP） 2021年
- 『AX（アジャイル・トランスフォーメーション）戦略 : 次世代型現場力の創造 : 巨大組織の進化形』（ダレル・リグビー, サラ・エルク, スティーブ・ベレズ、東洋経済新報社） 2021年